# 康定滑蜥
康定滑蜥（学名：Scincella potanini）为石龙子科滑蜥属的爬行动物。在中国大陆，分布于四川、甘肃等地，多见于高海拔地区、常发现于森林下溪旁杂草间及山坡碎石块下、或有稀疏灌丛杂草亦浅的潮湿地、朽木下、浸水沼泽地、朽木下石堆下以及灌木丛下泥缝间松土里。其生存的海拔范围为1600至3500米。该物种的模式产地在四川康定。

## 保护
本种于2023年被收录入《有重要生态、科学、社会价值的陆生野生动物名录》。